# كلية الفنون التطبيقية ولاية كوارة
كلية الفنون التطبيقية ولاية كوارة  هي مؤسسة تعليم عالي نيجيرية أُسست عام 1973 من قبل الحاكم العسكري لولاية كوارة آنذاك العقيد ديفيد باميغبوي، وذلك بعد الإعلان عن قرار إنشاء الكلية في ولاية كوارة في عام 1971.  تقع في إيلورين، عاصمة ولاية كوارة.

## تاريخ
بدأت كلية الفنون التطبيقية في ولاية كوارا بـ 110 طلاب رائدين، وتقدم الدبلوم الوطني والدبلوم الوطني العالي في البرامج الدراسية على المستويات الجامعية.  
أسست الكلية بعد صدور مرسوم ولاية كوارة رقم 4 لعام 1972 (الذي تجاوزه الآن المرسوم رقم 21 لسنة 1984 والمرسوم رقم 13 لسنة 1987 والمرسوم رقم 7 لسنة 1994) كهيئة مسؤولة بموجب القانون عن "تقديم الدراسات والتدريب والبحث وتطوير تقنيات الفنون والآداب" في اللغة والعلوم التطبيقية والهندسة والإدارة والتجارة والتربية ومجالات التعلم الأخرى ".
بدأت كلية الفنون التطبيقية بولاية كوارة عملها بشكل رسمي في يناير عام 1973 بآلية إدارية مكونة بشكل وثيق على غرار الجامعات الموجودة في البلاد. 

### عمداء
وفيما يلي قائمة برؤساء الكلية منذ البداية:
| رقم | الأسماء                       | فترة                | ملاحظة  |
| --- | ----------------------------- | ------------------- | ------- |
| 1   | البروفيسور آر دبليو رايت      | 1973 - 1976         |         |
| 2   | الرئيس زكا أولورونفيمي موواي  | 1976 – 1978         | فقيد    |
| 3   | الدكتور جو أمود               | 1978 - 1982         |         |
| 4   | الدكتور صموئيل أديمي أولادوسو | 1990 - 1997         | المتوفى |
| 5   | دكتور نو أويليكي              | 1997 - 1998         |         |
| 6   | البروفيسور إم إيه أولاتونجي   | 1998 - 2002         |         |
| 7   | الدكتور أ.أ سعدو              | 2002 – 2004         |         |
| 8   | الدكتور عبدالكريم ببيتة       | 2004 - 2008         |         |
| 9   | الرئيس أوغونسولا              | 2008-يونيو 2009     |         |
| 10  | آله. مسعود اليلو              | 09 يونيو–يونيو 2019 |         |
| 11  | د. عبد الجموه محمد            | أكتوبر 2019 –       |         |

في 27 أكتوبر عام 2019، حصلت كلية الفنون التطبيقية بولاية كوارة على عميد جديد بعد موافقة حاكم الولاية عبد الرحمن عبد الرزاق، حيث تولى إدارة الكلية المهندس الدكتور عبدول جموه محمد خلفًا للحاج مسعود إليلو الذي انتهت فترة ولايته في يونيو 2019.
كان الدكتور عبدول جموه محمد قبل تعيينه للمنصب نائبًا للعميد (الشؤون الأكاديمية) في كلية الفنون التطبيقية الفيدرالية في أوفا بولاية كوارة. وحصل على درجتي دكتوراه، إحداهما في علم المعادن والمواد من جامعة ويتواترسراند بجنوب أفريقيا عام 2016.  

## أنظر أيضا
- قائمة كليات الفنون التطبيقية في نيجيريا